# Baryscapus sugonjaevi
Baryscapus sugonjaevi is een vliesvleugelig insect uit de familie Eulophidae. De wetenschappelijke naam is voor het eerst geldig gepubliceerd in 1976 door Kostjukov.